# Odelsrett
Odelsrett era un antico titolo allodiale in Scandinavia. In Svezia era noto come bördsrätt.

## Etimologia
Deriva dal norreno odal "proprietà familiare" o dal norvegese odel "allodio" e rett "diritto, legge". Quest'ultimo termine è simile al tedesco Recht, allo svedese rätt e all'inglese right. Odal è l'adattamento della runa Fuþark antico oþalan ᛟ.

### Storia
L'Odelsrett ha una lunga tradizione in Norvegia. Questo diritto appare già menzionato nei componimenti scaldici e i ting di età alto medievale stabilivano già alcune leggi. Il Gulathing stabiliva, per esempio, che dopo sei generazioni la terra posseduta dalla stessa famiglia diventava allodiale (odal), perciò inalienabile, mentre secondo il Frostathing ne bastavano quattro.

### Disposizioni
In caso di vendita di una fattoria e quindi di tutta la sua terra, le leggi norvegesi stabilivano il diritto di qualunque membro della famiglia di acquisire la stessa fattoria. Tale diritto si basava sul diritto di primogenitura: di conseguenza, al figlio più vecchio, o a quello che veniva immediatamente dopo di lui, spettava l'acquizione della terra. Questo diritto era noto come Åsetesrett o Åsædesret.
L'Åsetesrett stabiliva in maniera precisa come doveva avvenire la successione e quindi chi poteva godere dell'Odelsrett. Quando un proprietario moriva, solo i discendenti diretti potevano acquisire il diritto di proprietà. Se erano coinvolte più proprietà, il figlio più vecchio poteva scegliere soltanto una parte. Nel caso in cui non vi fossero figli maschi, la figlia femmina più vecchia ereditava la sua parte; tuttavia, fino alla riforma degli anni settanta, le donne ricevevano soltanto il 50% di quello che spettava ai maschi. 
Se la proprietà veniva venduta a uno straniero, entro uno specifico lasso di tempo la famiglia poteva riscattarla pagando una penale. 
Nel caso di figli adottati, entravano a far parte della linea diretta al momento stesso dell'adozione, e quindi seguivano come gli altri (se ve n'erano) la linea di successione.